# Gambia Bar Association
Die Gambia Bar Association (GBA) ist die Rechtsanwaltskammer im westafrikanischen Staat Gambia. Das Büro liegt in Banjul an der Buckle Street (Marina Parade).
Ein gambischer Rechtsanwalt ist mit seiner Zulassung automatisch Mitglied in der Gambia Bar Association.
Ab Juli 2018 wurde die Gambia Law Society (vorher: Gambia National Bar Association) als zweite Anwaltskammer neben der GBA aktiv, die für sich in Anspruch nimmt, besonders jüngere Juristinnen und Juristen zu vertreten, deren Interessen bei der GBA unterrepräsentiert seien.

## Präsidentinnen und Präsidenten
| Amtszeit                                                                   | Amtsinhaber                                                       | Bemerkung |
| -------------------------------------------------------------------------- | ----------------------------------------------------------------- | --------- |
| um 1988                                                                    | A. M. Drammeh                                                     |           |
| 1993 bis 1998                                                              | Sourahata B. Semega-Janneh (* 1942)                               |           |
| 1998 bis 30. Januar 2001                                                   | Joseph H. Joof (* 1960)                                           |           |
| ? bis Anfang/Mitte 2002                                                    | Bola Carrol (Winfred Bolla Carrol)                                |           |
| ab Juli 2002 bis mindestens Januar 2004                                    | Sam George (S. H. A. George)                                      |           |
| ab Juni 2006 bis Februar 2010                                              | Amie Bensouda (* 1957)                                            |           |
| Februar 2010 bis 16. Januar 2013                                           | Sheriff Tambedou (oder Sheriff Tambadou)                          |           |
| ab 16. Januar 2013, Wiederwahl am 23. Juli 2015, Rücktritt am 9. Juni 2016 | Loubna Farage; geschäftsführend im Amt: Vizepräsident Salieu Taal |           |
| um Januar 2017                                                             | Sheriff Tambedou                                                  |           |
| ab mindestens März 2017 bis Februar 2019                                   | Rachael Mendy                                                     |           |
| ab Februar 2019                                                            | Salieu Taal                                                       |           |

Ousainou Darboe war ab 1991 langjähriger Vizepräsident.